# Flip Wilson
Flip Wilson est un acteur et scénariste américain né le 8 décembre 1933 à Jersey City, New Jersey (États-Unis), décédé le 25 novembre 1998 à Malibu (Californie).

## Filmographie

### comme acteur
- 1970 : The Mad, Mad, Mad Comedians (TV) : Christopher Columbus (voix)
- 1972 : Clerow Wilson and the Miracle of P.S. 14 (TV) : Clerow Wilson / Geradine Jones / Reverend Leroy / the Devil / Herbie the icr cream man (voix)
- 1974 : Clerow Wilson's Great Escape (TV) : Clerow Wilson / Geraldine Jones / Ralph the invisible dog / Reverend Leroy / Herbie the ice cream man / the Devil (voix)
- 1974 : Uptown Saturday Night (en) : The Reverend
- 1976 : Pinocchio (TV) : Fox
- 1979 : Skatetown, U.S.A. : Harvey Ross
- 1979 : The Fish That Saved Pittsburgh : Coach 'Jock' Delaney
- 1980 : Uptown: A Tribute to the Apollo Theatre (TV) : Host
- 1980 : Le Privé de ces dames (The Cheap Detective) (TV) : Eddie Krowder
- 1985 : Charlie & Co. (série TV) : Charlie Ricmond

### comme scénariste
- 1970 : The Flip Wilson Show (série TV)